# UFC on ESPN: Smith vs. Clark
UFC on ESPN: Smith vs. Clark (även UFC on ESPN 18 och UFC Vegas 15) var en MMA-gala anordnad av UFC. Den ägde rum 28 november 2020 vid UFC APEX i Las Vegas, NV, USA.

## Bakgrund
Huvudmatchen var tänkt att vara en tungviktsmatch mellan Curtis Blaydes och Derrick Lewis, men en dag innan galan testade Blaydes positivt för covid-19 och matchen ströks.
Den tidigare delade huvudmatchen mellan Anthony Smith och Devin Clark blev istället uppflyttad till ny huvudmatch och galan bytte namn från UFC on ESPN: Blaydes vs. Lewis till UFC on ESPN: Smith vs. Clark.

## Ändringar
En lättviktsmatch mellan Renato Moicano och Rafael Fiziev var planerad till galan, men 21 november tvingades Moicano dra sig ur då han testade positivt för covid-19. Matchningen fick senareläggas och de två schemalades istället att mötas vid UFC 256.
Svenskirakiske Amir Albazi skulle ha mött Zjalgas Zjumagulov i flugvikt, men 24 november meddelades det att Zjumagulov tvingats dra sig ur matchen på grund av visumproblem, och matchen de två mellan senarelades till UFC 257.

### Invägning
Vid invägningen strömmad via Youtube vägde utövarna följande:
1. ↑  Dumont missade vikten och fick böta 30% av sin purse till sin motståndare.[11]

## Resultat

### Bonusar
Följande MMA-utövare fick bonusar om 50 000 USD vardera:
- Fight of the Night: Ingen utdelad
- Performance of the Night: Anthony Smith, Miguel Baeza, Su Mudaerji och Nathan Maness